# Anastreptus entomotropis
Anastreptus entomotropis är en mångfotingart som först beskrevs av Chamberlin 1927.  Anastreptus entomotropis ingår i släktet Anastreptus och familjen Spirostreptidae. Inga underarter finns listade i Catalogue of Life.